# Adrien de Césarée
Pour les articles homonymes, voir Saint Adrien.
Saint Adrien de Césarée de Palestine, (+  vers 309), martyr, saint de l'Église catholique, est fêté le 5 mars. 

## Biographie
Adrien serait originaire de Batanée, à l'Est du lac de Tibériade. Arrivé à Césarée en Palestine avec saint Eubule, pour rendre visite aux chrétiens emprisonnés, ils sont reconnus comme étant eux aussi chrétiens et arrêtés, et traduit immédiatement devant le gouverneur Firmillien qui les condamne à mort. Adrien est présenté seul à un lion, puis égorgé. Deux jours plus tard, c'est son compagnon Eubule qui affronte les bêtes à son tour,.
L'historien Eusèbe de Césarée dira de lui: Dernier des martyrs de Césarée, il mit le sceau aux combats.